# Sordofobia
Con il termine sordofobia si intende l'ostilità, la paura o l'intolleranza nei confronti di persone sorde. La sordofobia può consistere in una serie di atteggiamenti negativi nei confronti della sordità e dei diritti dei sordi, audiolesi. La sordofobia può essere intesa, a seconda dei casi, come antipatia, disprezzo, pregiudizio, avversione e paura irrazionale.
La sordofobia può manifestarsi in comportamenti critici ed ostili (discriminazione e violenza) messi in atto da udenti nei confronti di persone sorde,audiolesi.

## Etimologia
Il termine deriva dal latino surdus e dal greco φόβος (phobos).

## Storia
Il termine è stato coniato da Gardy van Gils, un assistente sociale dei Paesi Bassi (che attualmente lavora nella Hogeschool di Utrecht come studioso della cultura sorda). Se l'audismo è più una condizione specifica, con definizioni più complesse, la sordofobia è una condizione che attiverà uno stato di fobia, conscia o inconscia, nella persona sorda. Questo termine è anche usato per descrivere una condizione di paura nei confronti delle persone sorde e della loro cultura.
Van Gils ha osservato che "l'avversione che i lavoratori udenti manifestano nei confronti dei professionisti sordi", sostenendo che "un meccanismo di paura" si origina in alcune persone udenti quando devono collaborare con persone sorde su un piano di parità: "Forse è la paura di dover rendere conto a chi si considera inferiore a sé".
Dopo che Gardy van Gils ha coniato il termine, esso è stato utilizzato dal ricercatore ed attivista sordo Paddy Ladd, così come il relativo neologismo, sordofilo, in Understanding Deaf Culture: In Search of Deafhood, un'analisi del 2003 della cultura sorda nella cultura occidentale in generale.